# Ussuriana odai
Ussuriana odai är en fjärilsart som beskrevs av Siuiti Murayama 1964. Ussuriana odai ingår i släktet Ussuriana och familjen juvelvingar. Inga underarter finns listade i Catalogue of Life.